# Warren Snyder
Warren Bertram Snyder, född 2 mars 1903 i Toronto, död 27 mars 1957 i Toronto, var en kanadensisk roddare.
Snyder blev olympisk silvermedaljör i åtta med styrman vid sommarspelen 1924 i Paris.